# Архаисты
Архаисты — введённый Ю. Н. Тыняновым термин, который обозначал сторонников направления в русской литературе начала XIX века, считавшего необходимым формирование русского литературного языка на основе консервативного исторического подхода, используя традиционную национальную основу. Оппонентами «архаистов» были «карамзинисты».

## Идеи
Если карамзинисты мыслили в русле идеологии Просвещения, то архаисты скорее явились продуктом эпохи разочарования в рационализме, из-за чего оппоненты часто пытались упрекать старших архаистов в невежестве и ретроградстве, а младших архаистов по той же причине влекло к романтизму. Деятельность архаистов была явлением той же природы, что и современная им консервативная философия Э. Бёрка в Англии, творчество братьев Гримм и представителей 
«исторической школы права» в Германии.
Архаисты выступали против того, что казалось им искусственными, надуманными формами в литературном языке. Во-первых, по мнению архаистов, искусственное искажение языка происходило от многочисленных иностранных заимствований (например, галлицизмов), захлестнувших Россию начиная с XVIII века. По этому поводу глава архаистов А. С. Шишков указывал в своём «Рассуждении о старом и новом слоге российского языка» (1803 год) следующее: 
Возвращение к коренным словам своим и употребление оных по собственным своим о вещах понятиям всегда обогащает язык, хотя бы оные по отвычке от них нашей сначала и показались нам несколько дики.
Во-вторых, архаисты не одобряли эстетских экспериментов Н. М. Карамзина и его последователей, усложнявших язык обилием перифраз. Если для Карамзина было важно, что «светские дамы не имеют терпения слушать или читать их <русских комедий и романов>, находя, что так не говорят люди со вкусом», то Шишков отвечал:
Хороший слог должен быть прост и ясен, подобен обыкновенному разговору человека, умеющего складно и приятно говорить.
Дискуссия архаистов и карамзинистов была предтечей спора «славянофилов» и «западников». Само слово «славянофил» было впервые применено именно в отношении архаистов (конкретно к А. С. Шишкову).

## Представители
Выделяются «старшая» и «младшая» группы архаистов. Старшая состояла главным образом из членов «Беседы любителей русского слова» (1811—1816). К ней относят А. С. Шишкова, Г. Р. Державина, И. А. Крылова, А. А. Шаховского, А. С. Хвостова, А. Х. Востокова и С. А. Ширинского-Шихматова. 
Пик деятельности младших архаистов пришёлся на первую половину 1820-х годов. В эту группу помещают А. С. Грибоедова, П. А. Катенина, В. К. Кюхельбекера. 
После распада в 1818 году «Арзамаса» в сторону младших архаистов начинает эволюционировать и А. С. Пушкин; в это время он создаёт сказочную поэму «Руслан и Людмила», вызвавшую отторжение ряда истинных карамзинистов (в первую очередь А. Ф. Воейкова и И. И. Дмитриева). Напротив, архаисты встречают поэму Пушкина с одобрением, за неё вступается И. А. Крылов. Движение А. С. Пушкина по направлению к идеям архаистов подтверждает письмо, датируемое 1823 годом:
Я не люблю видеть в первобытном нашем языке следы европейского жеманства и французской утонченности. Грубость и простота более ему пристали. Проповедую из внутреннего убеждения, но по привычке пишу иначе.